# Réserve naturelle nationale de Sixt-Passy
Ne doit pas être confondu avec Réserve naturelle nationale de Passy.
La réserve naturelle nationale de Sixt-Passy (RNN35) est une réserve naturelle nationale créée en 1977 dans le massif du Giffre. Située en Haute-Savoie, elle s'étend sur 9 200 ha faisant d'elle la plus vaste de ce département. S'étageant de 900 m à 3 096 m d'altitude en milieu calcaire, elle offre des milieux naturels diversifiés (falaises, pelouses alpines, lapiaz, forêts ou glaciers) qui favorisent une flore et une faune variées.

## Localisation

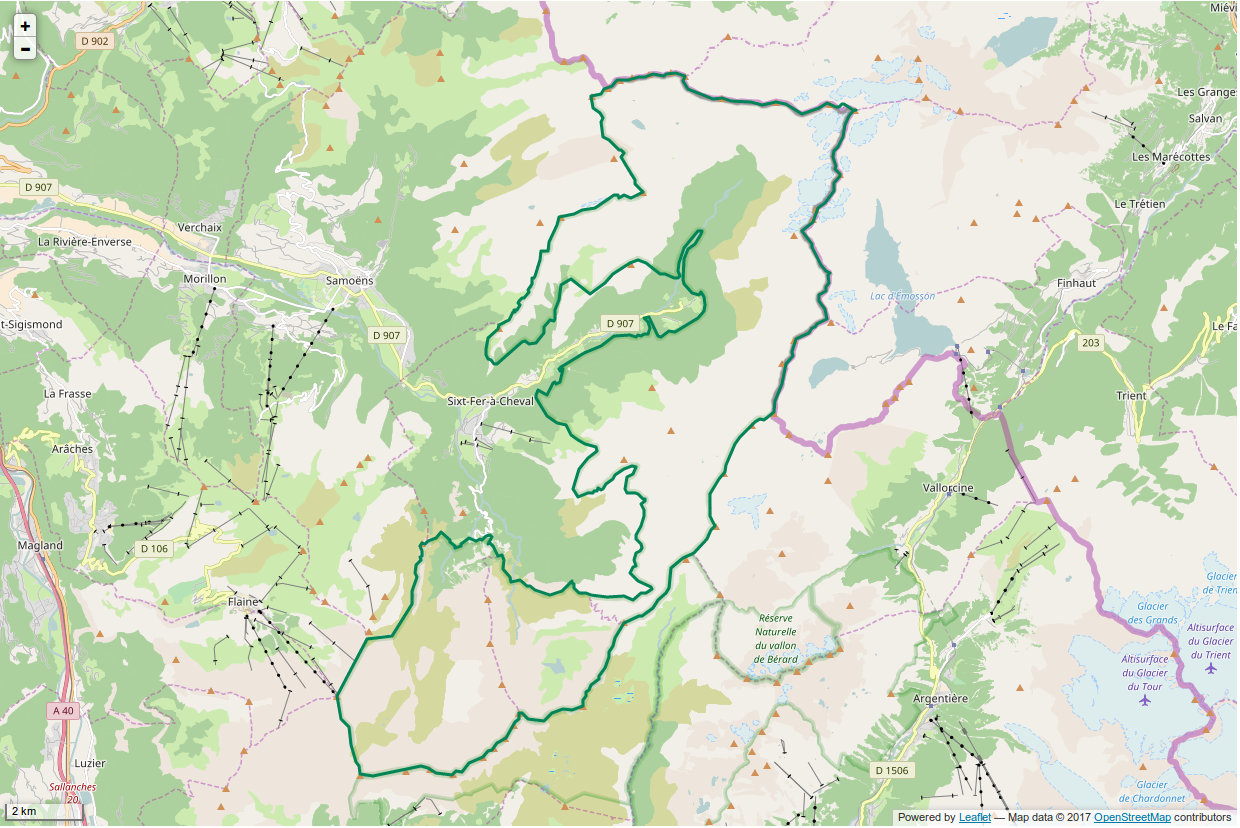
Périmètre de la réserve naturelle.

Le territoire de la réserve naturelle est en Auvergne-Rhône-Alpes dans le département de la Haute-Savoie sur les communes de Passy et Sixt-Fer-à-Cheval. Elle s'étage de 900 m au bord du Giffre à 3 096 m d'altitude au Mont Buet. Le territoire de la réserve naturelle comprend plusieurs secteurs connectés :
- au sud-ouest, vallon de Sales, de la Cascade de la Pleureuse à la Pointe de Platé avec le nord de la Chaîne des Fiz, et touche le Désert de Platé et vallon d'Anterne avec son lac.
- à l'est, versant nord-ouest du chaînon allant du Grand Mont Ruan au Buet en passant par le Cheval Blanc et le Pic de Tenneverge. Cette zone comprend une portion du Cirque du Fer-à-Cheval, le Bout du Monde ainsi que quelques glaciers (glaciers du Ruan et du Prazon).
- au nord, vallon de Vogealle avec son lac, de la Pointe de Bellegarde à la Tête des Ottans (frontière suisse).

## Histoire du site et de la réserve

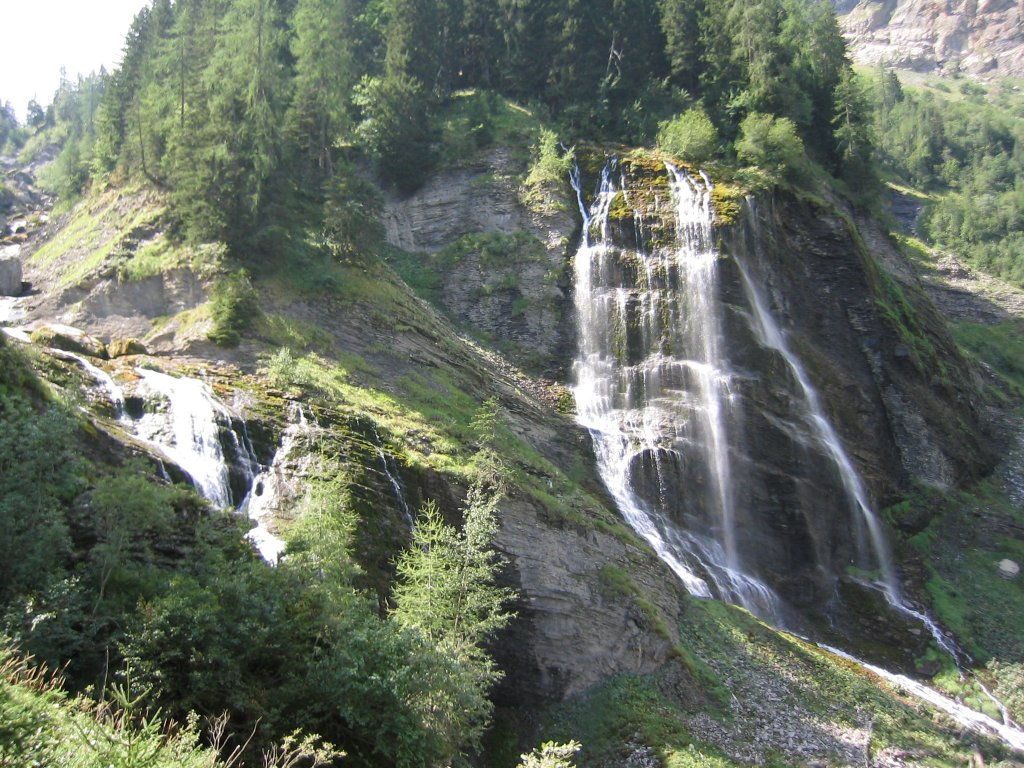
Cascades de la Sauffaz et de la Pleureuse

La création de la réserve naturelle a longtemps rencontré une opposition assez forte de la population locale en raison des craintes qu'elle avait d'être dépossédée de ses droits. Après la création de celle des Aiguilles Rouges en 1974, il fallut attendre encore 3 ans pour que le classement aboutisse en 1977. À noter que le naturaliste Jean Dorst est intervenu pour faire avancer le dossier.

## Écologie (biodiversité, intérêt écopaysager…)
La réserve naturelle de Sixt-Passy est un monde exclusivement calcaire qui présente une grande variété de formes modelées par l'érosion : fissures, lapiaz, etc. On y trouve l'un des plus beaux karst d’Europe. La réserve couvre les étages montagnard, subalpin, alpin et nival des bords du Giffre au sommet du Buet. Cette amplitude altitudinale associée à la diversité des milieux rencontrés (zones humides, forêts mixtes, falaises, pelouses…) offrent des milieux contrastés avec une flore et une faune riches et diverses.

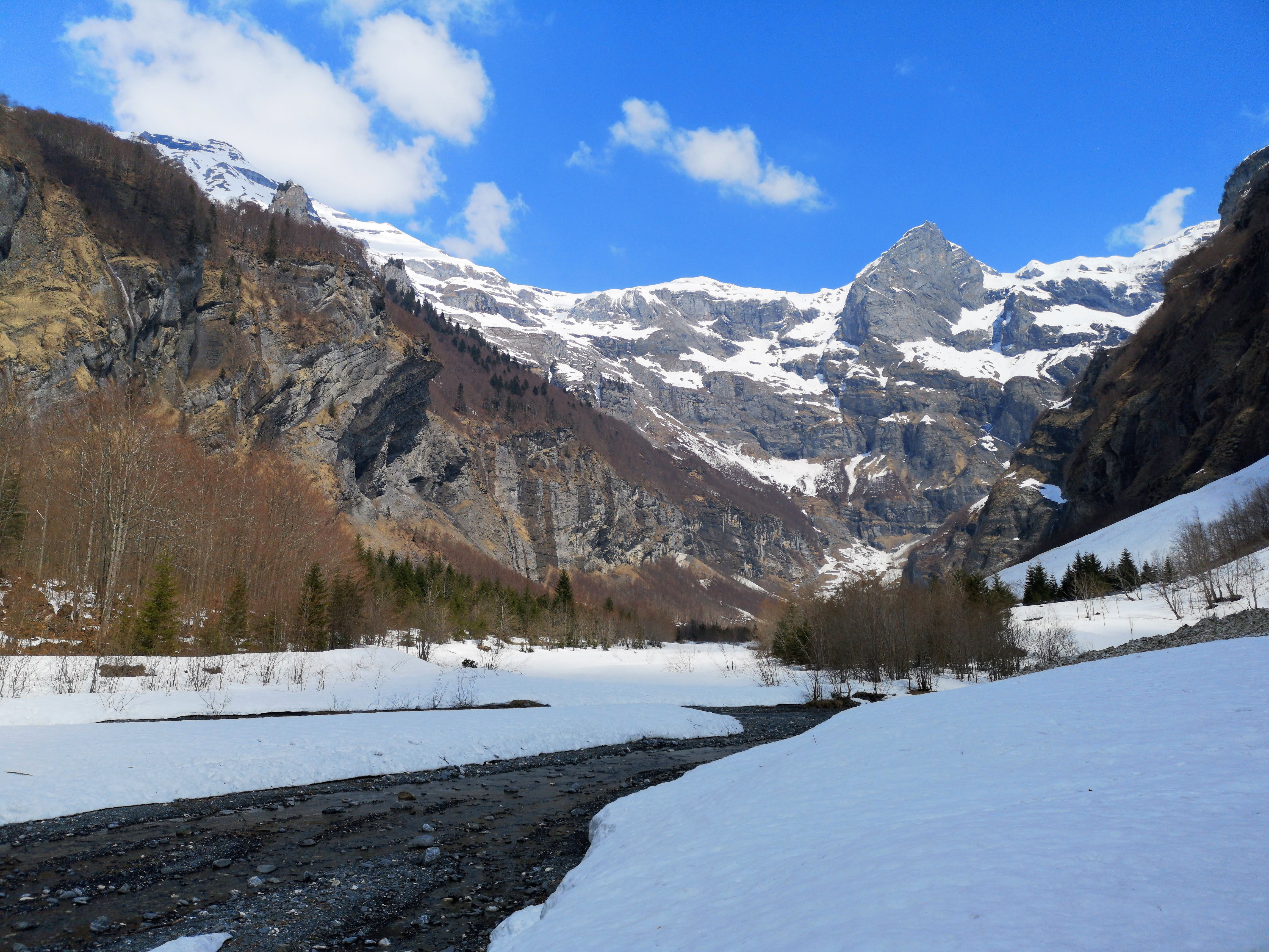
le site du Cirque Fer-à-cheval enneigé avec la Tour Saint-Hubert (2430 m)

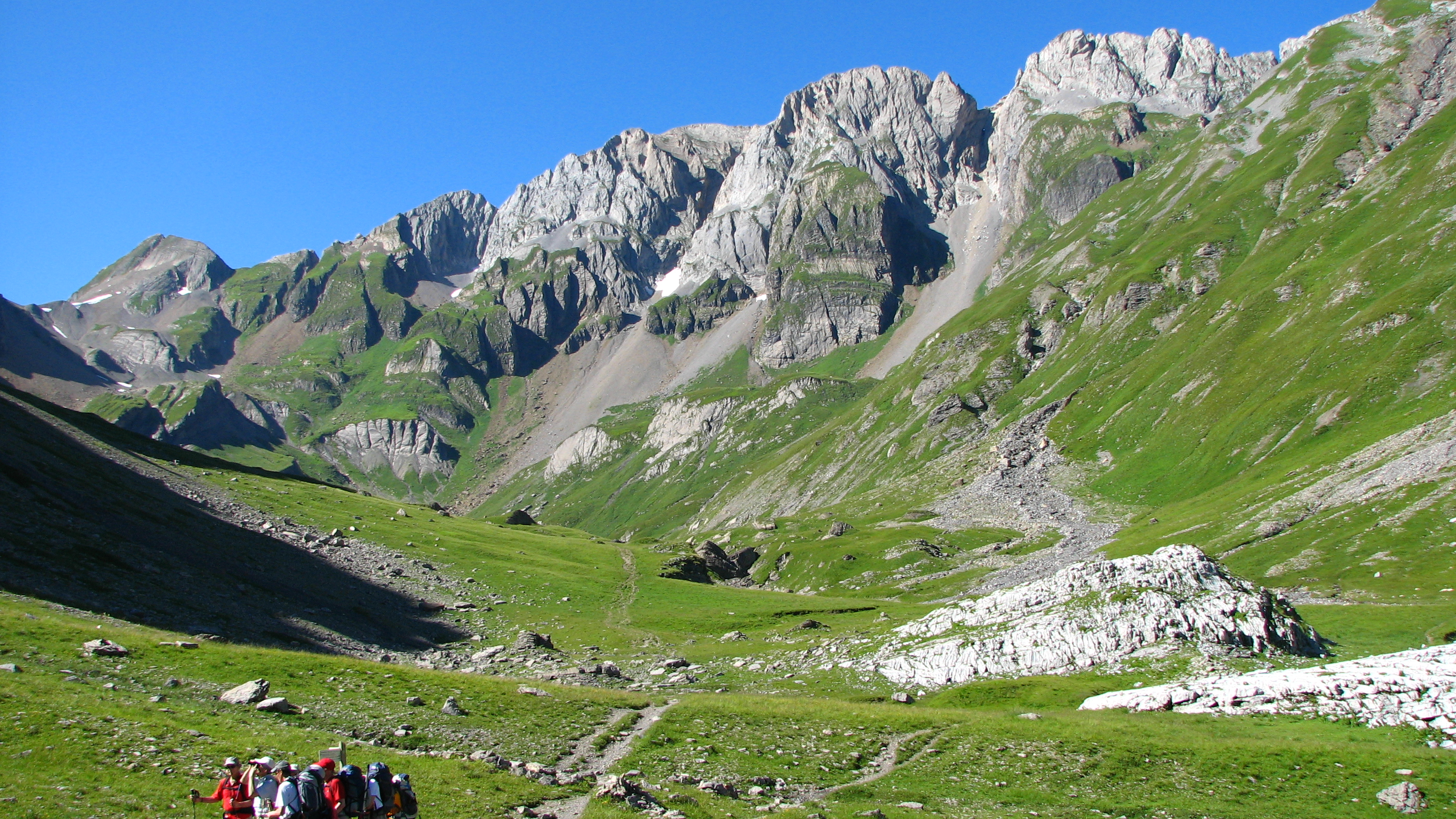
Vallon de la Vogealle
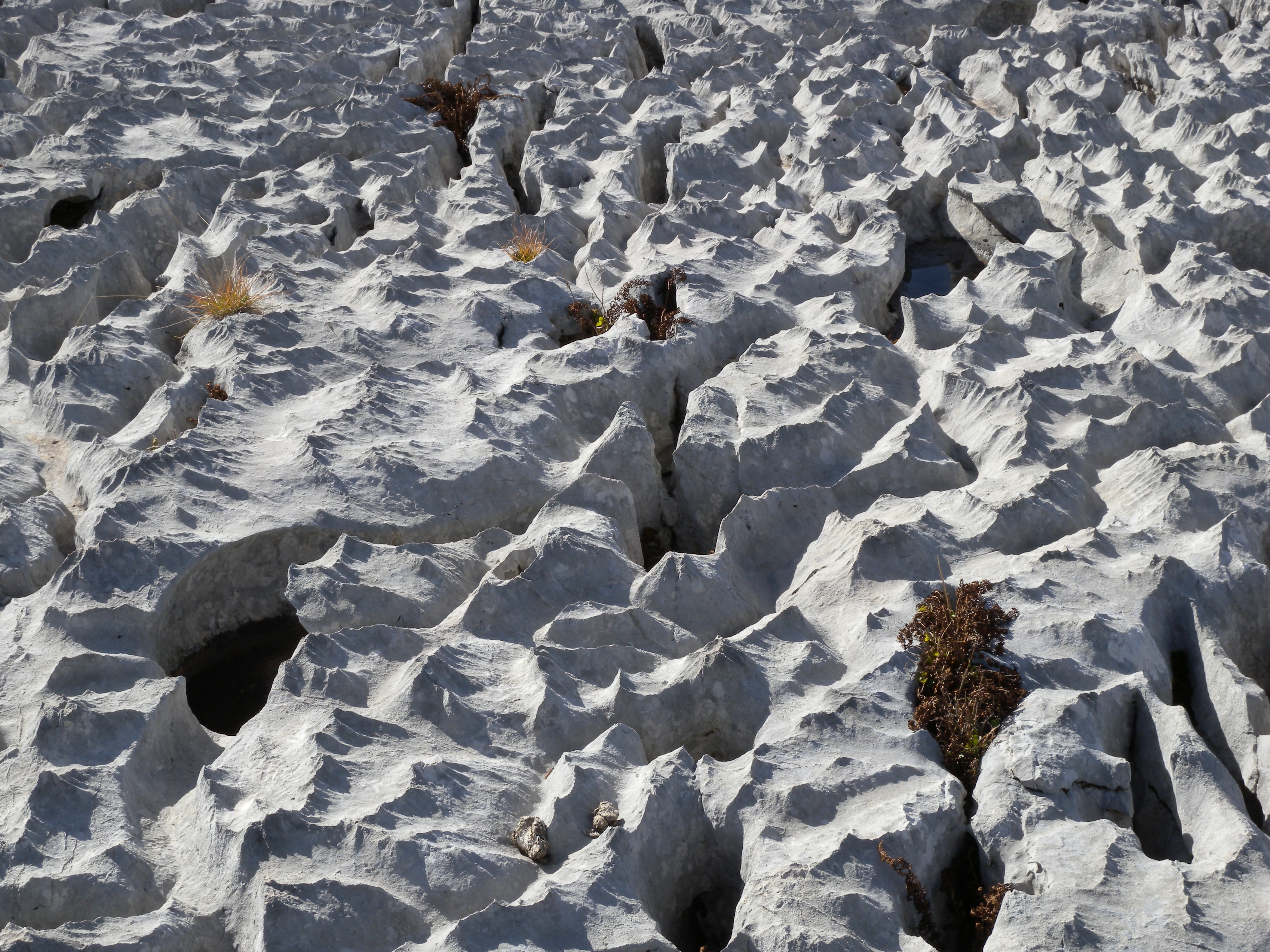
Lapiaz
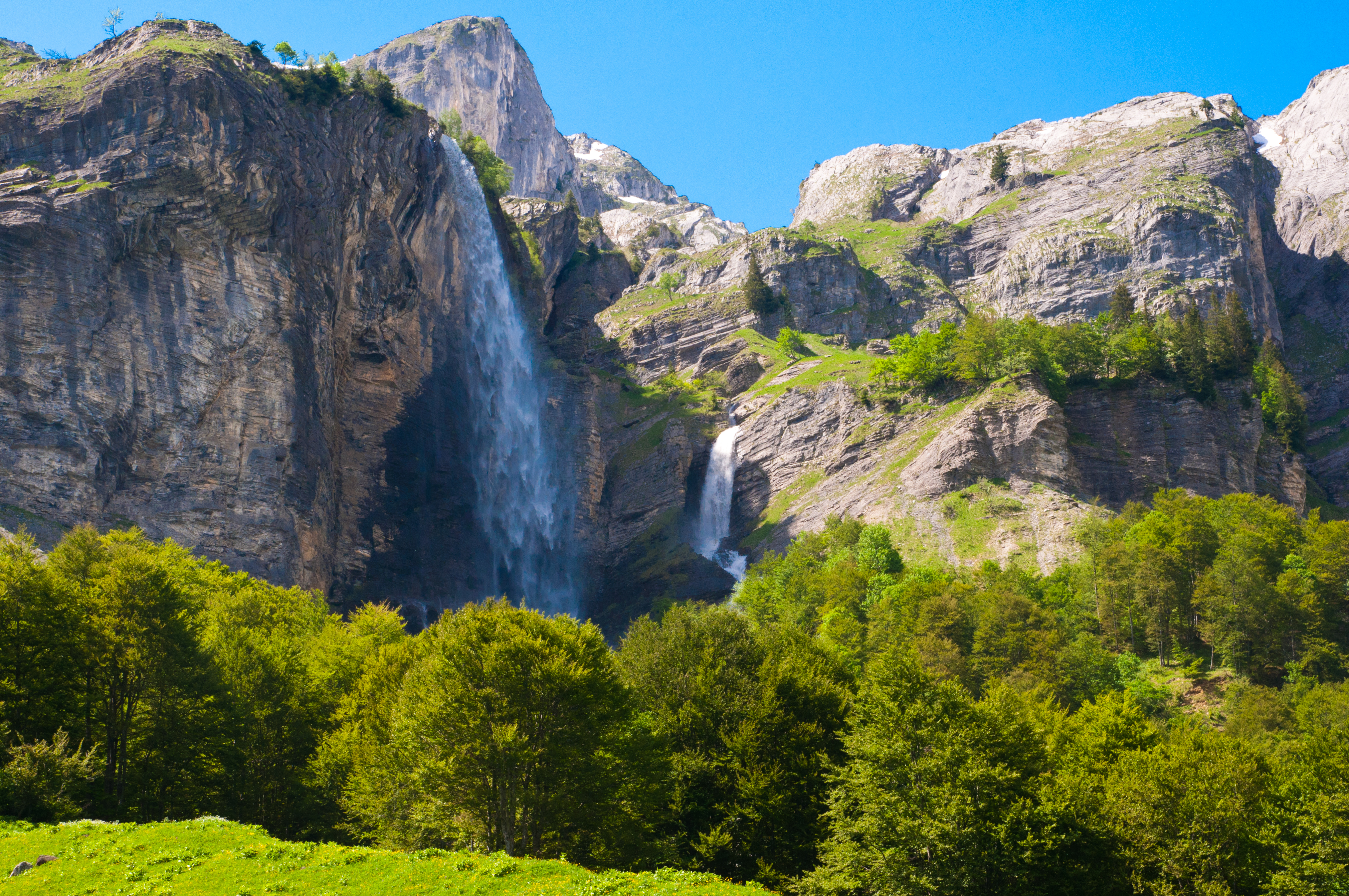
Cascade sous le pas du Boret dans la réserve. Juin 2013.
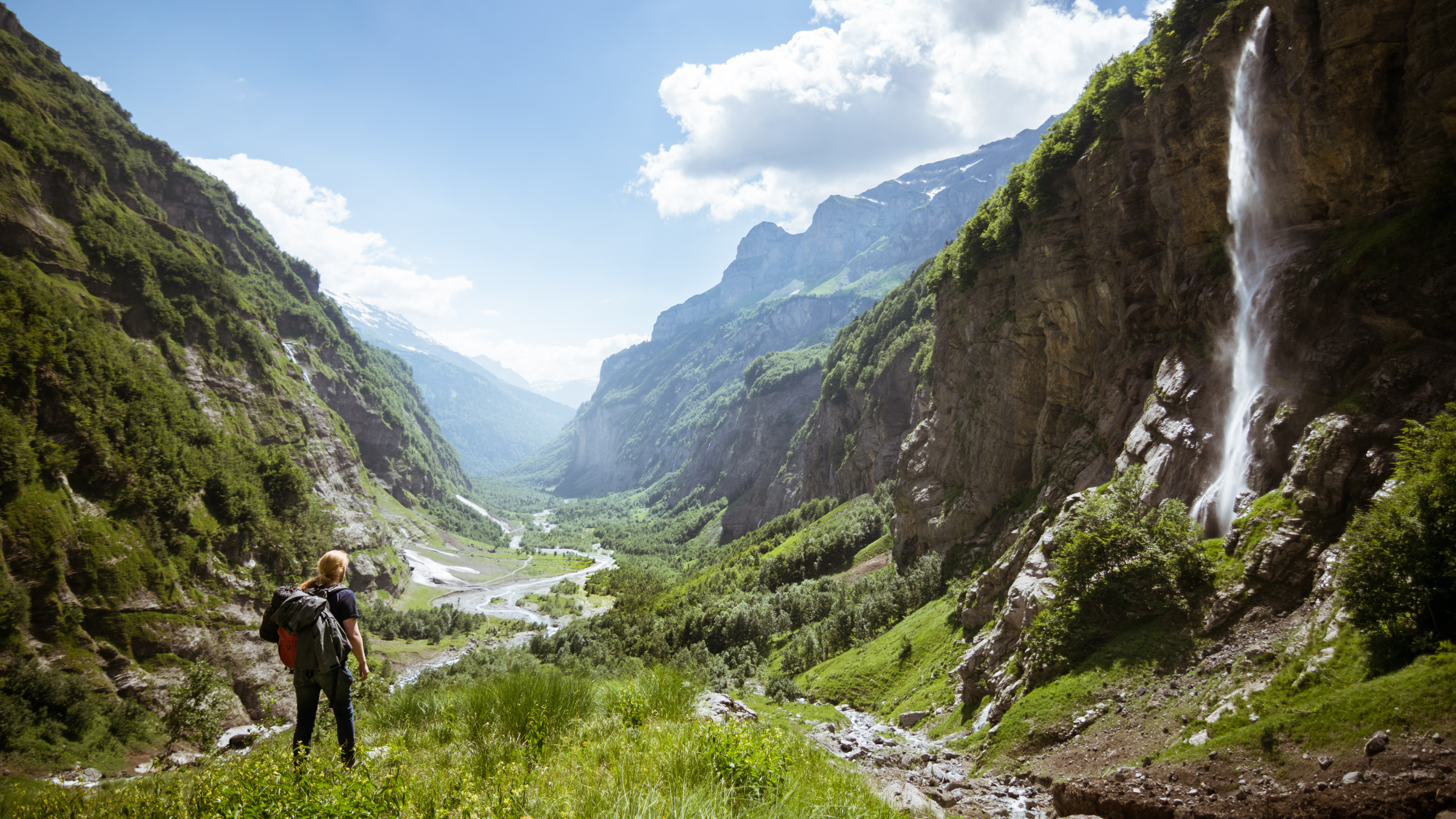
Paysage dans la réserve.  Juin 2018.

### Géologie

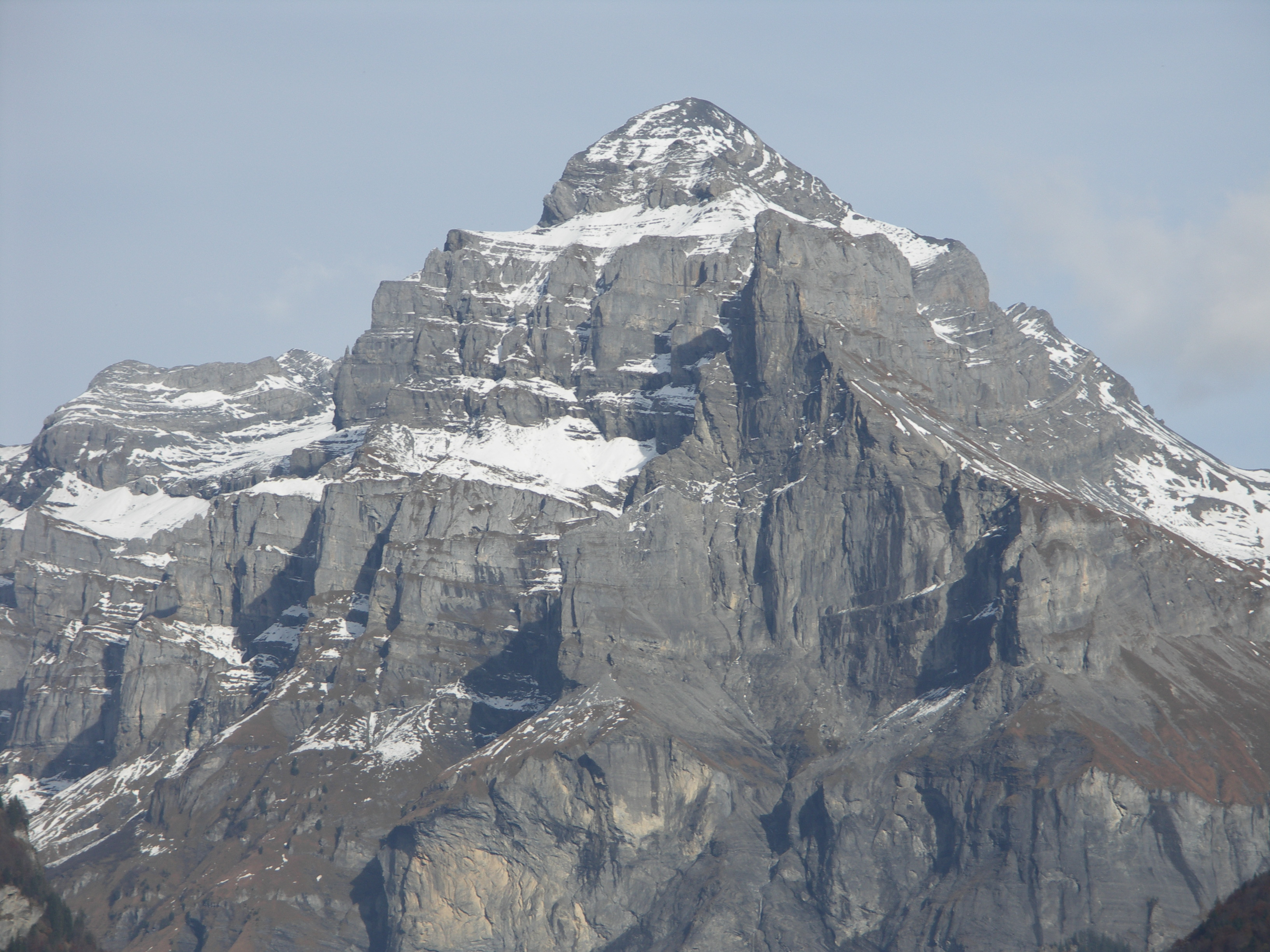
Pic de Tenneverge

Le Désert de Platé, vaste lapiaz typique du relief karstique, se trouve en partie dans la réserve naturelle. Sa formation est due à la dissolution de la roche calcaire par les eaux de pluie chargées en gaz carbonique. On y trouve toutes sortes de cannelures, rigoles et lames tranchantes dont la direction générale correspond aux cassures originelles. Le lapiaz se poursuit sous terre par des nombreux avens et gouffres. Le secteur de la Vogealle est également très riche en lapiaz.

### Flore

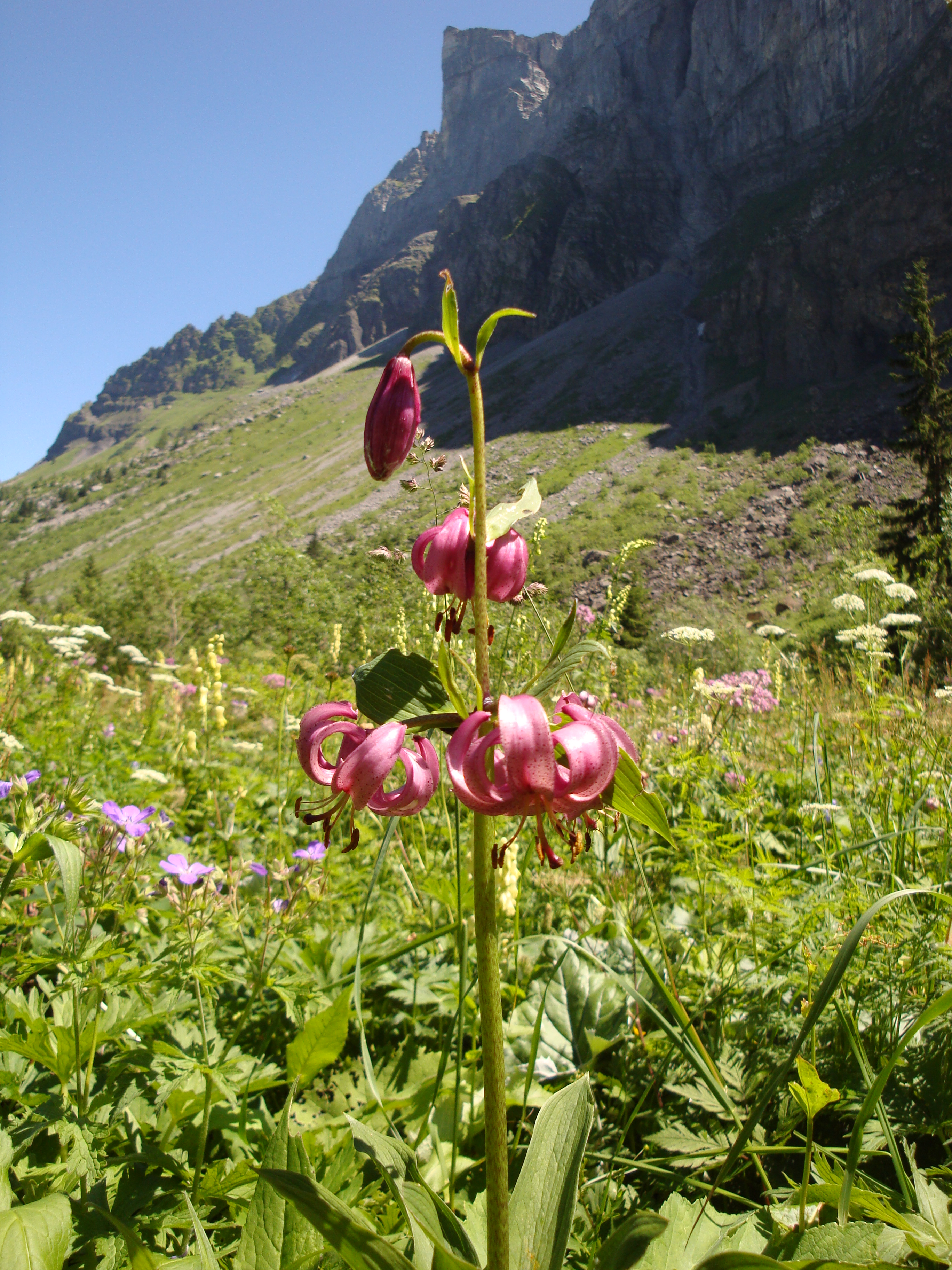
Lis martagon dans la réserve naturelle de sixt-Passy, près des chalets de Sales

Des zones forestières aux plus hauts sommets, environ 800 espèces végétales ont été recensées sur le site, dont 28 espèces d'orchidées. Le hêtre et l'épicéa dominent la forêt de Sixt mais seules les plantes bien adaptées ont élu domicile dans les pâturages ou les pelouses alpines.
Parmi les principales espèces remarquables on peut retenir le Chardon bleu des Alpes, le Sabot de Vénus ou le Lis Martagon. La Laîche bicolore est une espèce protégée sur le plan national, extrêmement rare dans le département et dépendant des zones humides. La petite mousse Buxbaumia viridis vivant sur le bois en décomposition est rare et d’intérêt européen.

### Faune

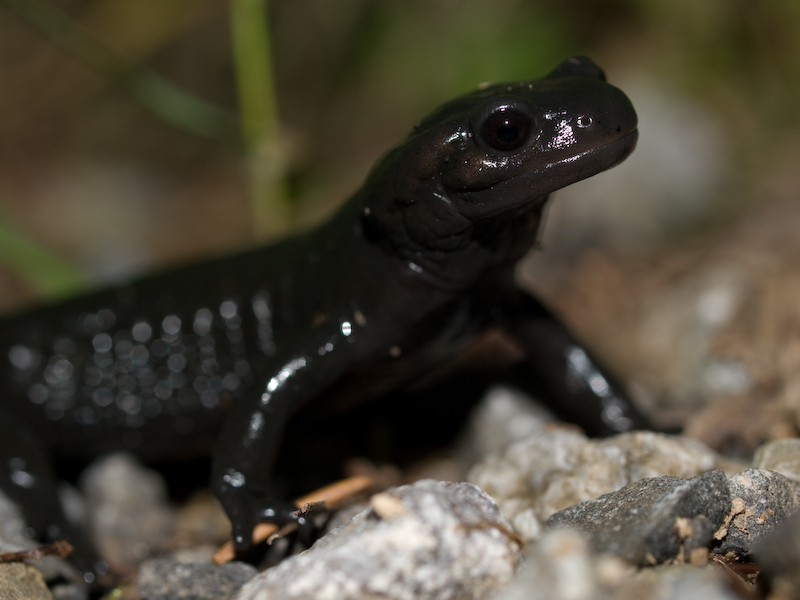
Salamandre noire

La répartition des milieux selon l'altitude favorise une grande diversité : Bouquetin, Chevreuil, Chamois, Sanglier, Marmotte, Lièvre variable. L'avifaune sauvage compte également le Gypaète barbu, l'Aigle royal, le Cassenoix moucheté, le Tétras-lyre et le Lagopède alpin. Dans les insectes, citons aussi la Rosalie alpine et dans les amphibiens la Salamandre noire.

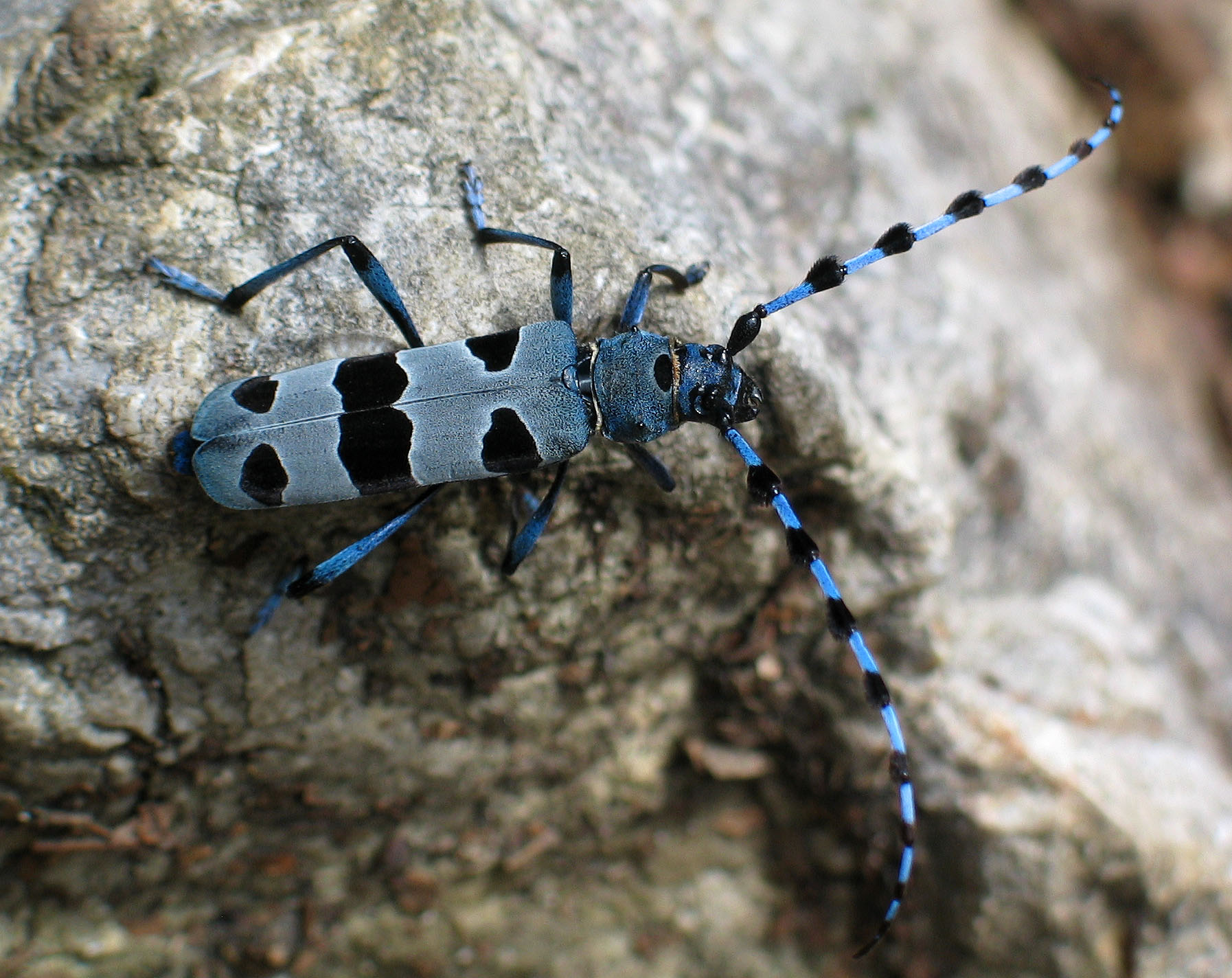
Rosalie des Alpes

## Intérêt touristique et pédagogique
De nombreux sentiers sillonnent la réserve naturelle dont le GR 5. Les refuges de la Vogealle et Alfred Wills se trouvent aussi sur le territoire.
L'Association des Amis de la Réserve Naturelle de Sixt contribue à mieux faire connaître et apprécier la réserve naturelle. La thématique des liens entre l'Homme et la montagne est présentée dans plusieurs lieux de la Commune. Une maison de la réserve naturelle dans le bourg de Sixt et deux points d'accueil estival, au cirque du Fer-à-Cheval et à la gare d'arrivée du téléphérique des Grandes-Platières à Flaine sont à votre disposition. Toute l'année, un programme d'animations est proposé : sorties nature, promenades commentées, ateliers enfants, conférences...

## Administration, plan de gestion, règlement
La réserve naturelle est gérée par ASTERS, le Conservatoire d'espaces naturels de Haute-Savoie. Le nouveau plan de gestion est en cours de rédaction.
La réglementation interdit la cueillette des plantes et le ramassage des fossiles, le camping, les chiens même tenus en laisse, le survol à moins de 300m du sol, tandis que la chasse ou la pêche et la circulation des véhicules à moteur nécessaires pour les alpages, la forêt ou les refuges sont autorisées.

### Outils et statut juridique
La réserve naturelle a été créée par un décret du 2 novembre 1977. Un décret du 21 novembre 2019 a redéfini le périmètre et la réglementation de la réserve.